# میگل آنخل سانتورو
میگل آنخل سانتورو (اسپانیایی: Miguel Ángel Santoro‎؛ زادهٔ ۲۷ فوریهٔ ۱۹۴۲) بازیکن بازنشستهٔ فوتبال اهل آرژانتین است.
او در باشگاه اتلتیکو ایندپندینته و در تیم ملی فوتبال آرژانتین (در جام جهانی ۱۹۷۴) بازی کرده‌است.